# Алмаз Хоупа
Алмаз Хоупа (англ. Hope Diamond) — крупный бриллиант массой в 45,52 карата глубокого сапфирово-синего цвета и размерами 25,60×21,78×12,00 мм. Находится в экспозиции Музея естественной истории при Смитсоновском институте в Вашингтоне (США). Возможно, самый знаменитый из бриллиантов, находящихся в Новом Свете.

## «Голубой француз»
История камня овеяна легендами. Считается, что он был получен из 115-каратного Голубого алмаза Тавернье, который к версальскому двору из Индии привёз знаменитый охотник за драгоценностями Жан-Батист Тавернье. Тот приобрёл его где-то поблизости от Голконды. Считается, что алмаз Тавернье был добыт в коллурских копях и одно время украшал статую богини Ситы.
После того, как Тавернье продал свой алмаз королевскому ювелиру, тот изготовил из него несколько меньших по размеру камней. Один из них, некогда украшавший перстень императрицы Марии Фёдоровны, ныне хранится в Алмазном фонде. Другой имел массу 69 карат и фигурировал в описях королевских сокровищ как «голубой алмаз короны» (фр. diamant bleu de la Couronne) или «голубой француз». Людовик XIV, как полагают, носил его на шее вправленным в золотой кулон, а при Людовике XV он украшал королевскую подвеску с орденом Золотого руна.
В 1787 году естествоиспытатель Матюрен-Жак Бриссон позаимствовал камень у короля для научных опытов. Когда с началом революции в 1792 году королевское семейство попало под домашний арест, во дворец проникли воры, которые похитили все драгоценности короны, не исключая и голубой алмаз.
Хотя на этом история камня по документам обрывается, о его дальнейшей судьбе существует много догадок. Согласно одной из гипотез, кража была подстроена Дантоном для подкупа врагов революции, согласно другой — камень попал в руки принца-регента Георга IV, а потом ушёл с молотка ради покрытия долгов одной из его фавориток.

## Алмаз Хоупа

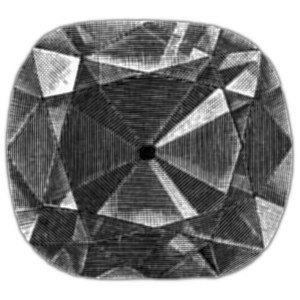
Алмаз Хоупа. Иллюстрация из энциклопедии «Nordisk familjebok»

Алмаз Хоупа назван по имени своего первого известного владельца — британского аристократа Генри Филиппа Хоупа, в чьём распоряжении он впервые замечен по документам 1839 года. Как редкость по чистоте, массе и огранке он экспонировался на всемирных выставках 1851 и 1855 годов в Париже и Лондоне.
Уже тогда возникло подозрение, что камень из собрания Хоупа был получен при переогранке голубого алмаза французской короны.

### Доказательство
В 2005 году в архивах парижского Национального музея естественной истории была обнаружена трехмерная свинцовая модель «Голубого Француза». Ранее размеры французского голубого были известны только по двум рисункам, сделанным в 1749 и 1789. И хотя модель немного отличается от чертежей в некоторых деталях, эти детали идентичны особенностям алмаза Хоупа, что позволяет технологии CAD воссоздать в цифровой форме «Голубой Француз». Свинцовая модель выявила 20 неизвестных граней на поверхности «Голубого Француза». Это также подтвердило, что алмаз претерпел довольно грубую огранку, в результате чего стал неузнаваем, и стиль барокко, свойственный оригиналу, был утерян.

### Дальнейшая судьба камня
В конце XIX века алмаз Хоупа перешёл по наследству к старшему внуку Генри Филипа Хоупа, Генри Томасу, а затем к дочери Генри Томаса, Генриетте.
Последняя вышла замуж за Генри Пелэм-Клинтона, графа Линкольн и, позднее, герцога Ньюкасл-андер-Лайн; таким образом камень перешёл в семейство герцогов Ньюкасл-андер-Лайн. Его последний британский владелец, лорд Пелхам-Клинтон-Хоуп, разорился, после чего его жена, американская актриса, сбежала от него с сыном мэра Нью-Йорка. Пытаясь удовлетворить кредиторов, лорд продал алмаз лондонскому ювелиру. Пройдя через руки нескольких дельцов, алмаз в 1910 году был приобретён за астрономическую сумму в 550 тыс. франков ювелиром Пьером Картье, который начал распространять слухи о связанном с камнем проклятии.
После Картье алмазом владела Эвелин Уолш-Маклин, супруга владельца газеты Washington Post Неда Маклина. В начале 1930-х годов она, поспорив, что сможет носить алмаз, прогуливаясь по улицам коммунистической  Москвы, специально для этого приехала в СССР. Услышав доводы, что для подобного камня в стране не существует рынка сбыта и маловероятно, что его украдут, она в конце концов оставила его в отеле, — при этом сотрудники американского посольства на всякий случай организовали охрану её номера.
В счёт уплаты долгов после миссис Маклин камень был реализован ювелиру Гарри Уинстону, прославившемуся устройством «алмазных балов» в США и за их пределами. В ходе этих красочных шоу об алмазе узнало большое количество американцев. В ноябре 1958 года Уинстон переслал его почтовой посылкой в Смитсоновский институт в качестве дара — с тех пор алмаз Хоупа является одним из наиболее известных экспонатов смитсоновской экспозиции.

### Легенда о проклятом бриллианте
Как и многие другие легендарные драгоценности, Голубой Алмаз связан с легендой о проклятии. Считалось, что камень приносит несчастье.
Согласно легенде, он украшал статую богини Ситы. Вор, спрятавшийся в храме, при попытке бежать был поражён молнией божества.
Первым обладателем драгоценного камня был Жан-Батист Тавернье, который продал его королю Франции. После этого он обанкротился и бежал в Россию, где умер от холода, а его труп был съеден вшами.
В 1691 году любовница короля Людовика XIV мадам де Монтеспан хотела, чтобы король подарил ей алмаз. В том же году она окончательно утратила расположение короля и удалилась в парижскую женскую обитель Filles de Saint-Joseph (Дочери святого Иосифа), основанную ею же, где и умерла забытой в 1707 году.
В 1715 году, по случаю визита посла персидского шаха, король Франции показал ему алмаз, чтобы тот убедился в его безвредности. Людовик XIV умер в том же году. С его смертью многие стали полагать, что алмаз вызвал несчастье у его очередного владельца.
Следующий король, Людовик XV, не проявил интереса к драгоценному камню и приказал держать его в сундуке.
В 1774 году Мария-Антуанетта, жена короля Франции Людовика XVI, решила носить бриллиант и даже одолжила его принцессе Ламбальской. Поскольку Мария-Антуанетта и её муж погибли на гильотине, а принцесса была зверски убита руками толпы, их смерть также приписывают голубому бриллианту.